# Profession sport et loisirs
 (août 2014).
 (août 2014).
Les associations Profession sport et loisirs relèvent du dispositif national français Profession Sport mis en place en 1989 par le Ministère de la Santé et des Sports à la demande de Roger Bambuck alors Secrétaire d'État. 
Chaque Association Profession Sport et Loisirs intervient au niveau départemental et/ou régional auprès des associations du secteur sportif, de loisirs et de l’animation socio-culturelle. Surtout, le dispositif PSL permet aux diplômés du secteur sportif de bénéficier d’un réel statut social et de toute la protection sociale.
Au-delà de ce premier moyen d’action, les associations ont évolué pour se retrouver chargées d’une mission de structuration et développement du marché de l’emploi du sport et de l’animation.

## Origine
Le dispositif a été créé en 1989 à l’initiative de Roger Bambuck, Secrétaire d’État à la Jeunesse et aux Sports, faisant suite à un constat d’émiettement et de marginalisation de l’emploi sportif au profit des bénévoles indemnisés. Face à cette situation, le Ministère de la Jeunesse et des Sports propose la création d’associations départementales chargées de prendre en charge la gestion de salariés et de les mettre à disposition des clubs en éprouvant le besoin. L’idée permettait surtout aux diplômés du secteur sportif de bénéficier d’un réel statut social et de toute la protection sociale qui allait avec, leur évitant ainsi de se retrouver démuni en cas d’accident dans le cadre du travail au noir.